# Budečská hráz

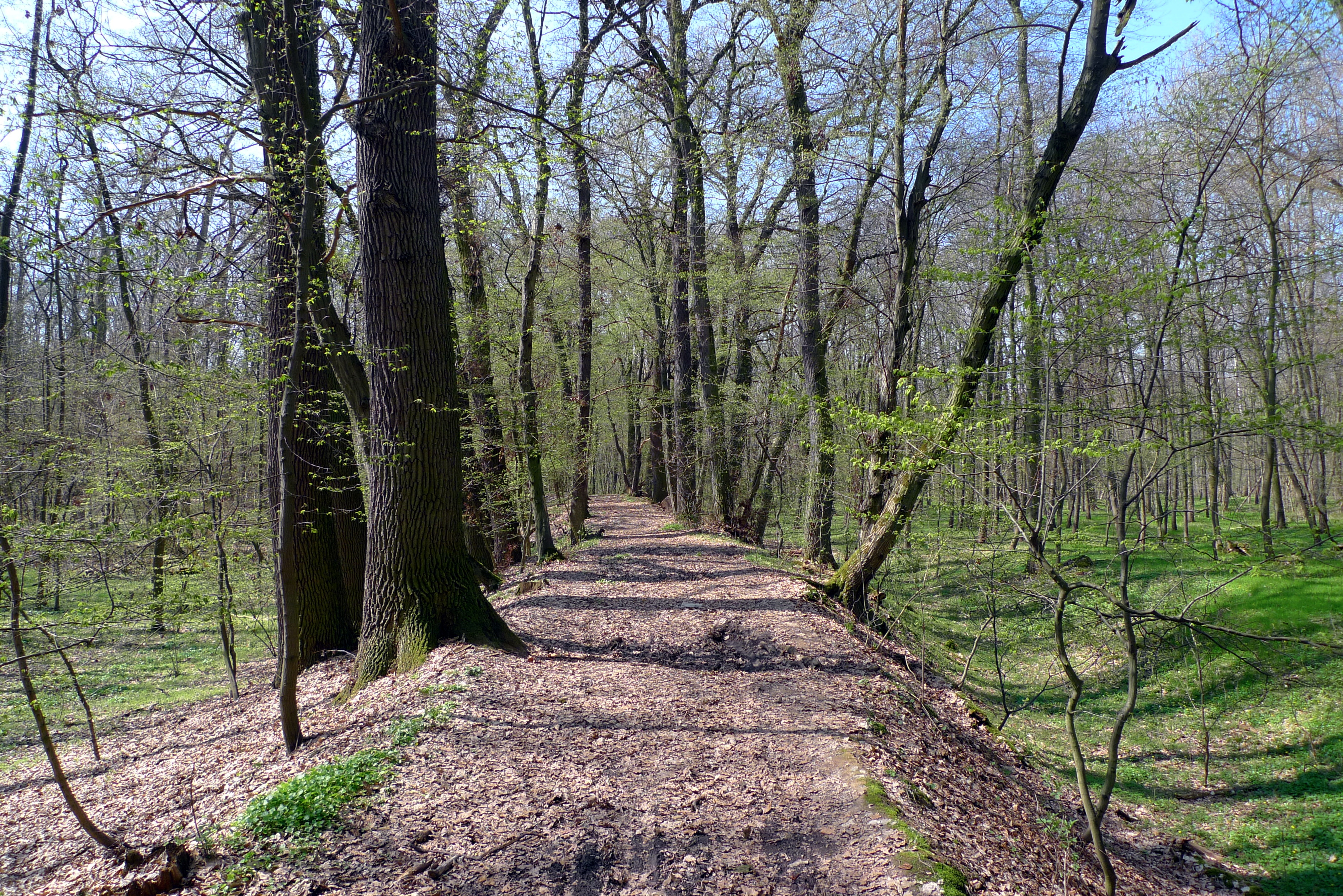
Budečská hráz

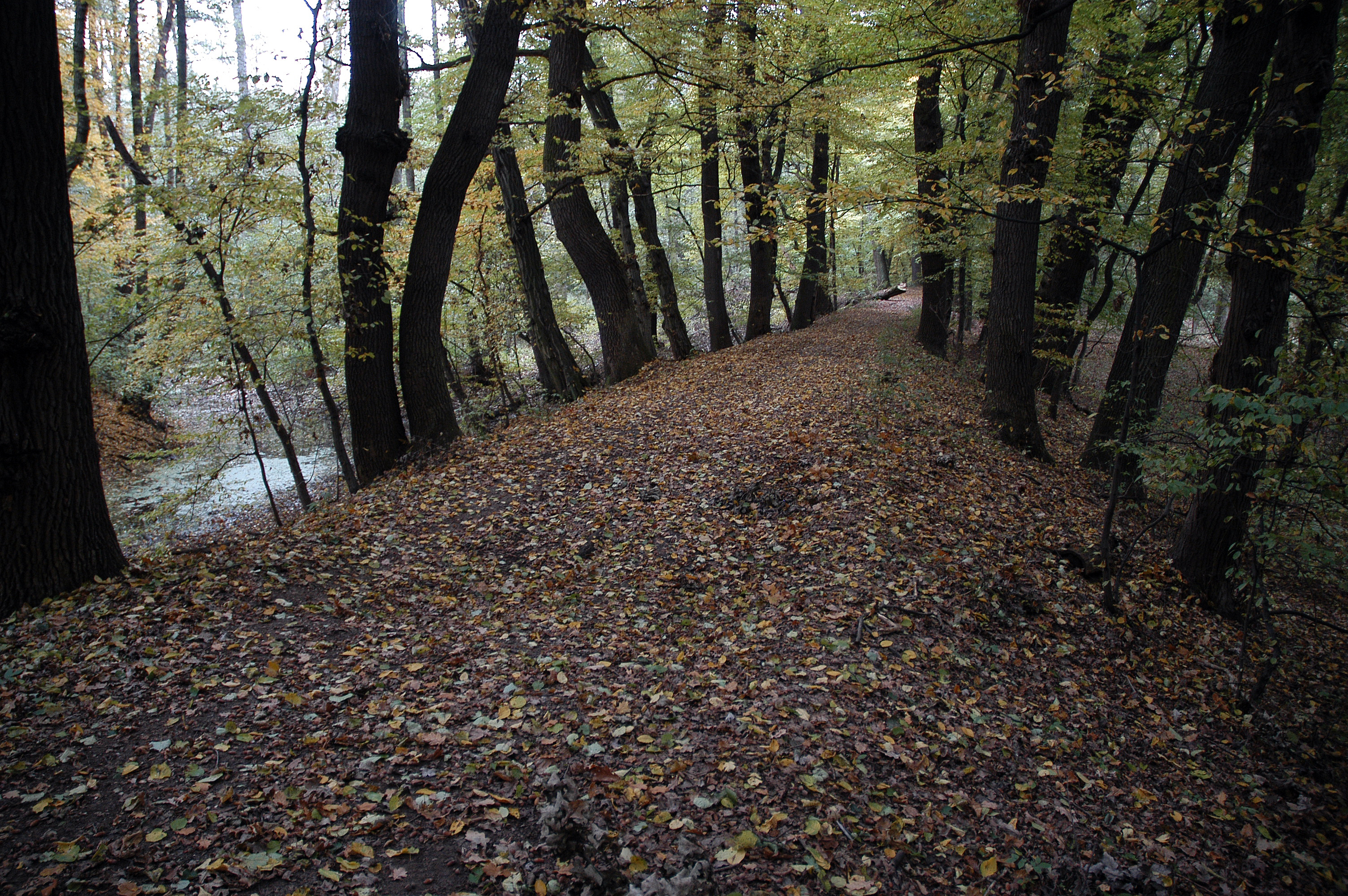
Cesta na vrcholu Budečské hráze s dubovým stromořadím

Budečská hráz je uměle vytvořená terénní vlna, která chránila středočeskou obec Přerov nad Labem před záplavami způsobenými rozvodněným Labem. Prochází lužním lesem, který je zařazen mezi evropsky významné lokality soustavy Natura 2000 pod názvem Káraný – Hrbáčkovy tůně. Tato protipovodňová hráz, která převyšuje okolní terén v průměru o 2–3 metry, v současnosti na první pohled nepřipomíná lidský výtvor, protože se dokonale propojila s okolní krajinou.

## Vznik hráze
Hráz byla postavena v druhé polovině 19. století občany ohrožené obce. Po regulaci Labe ve 30. letech 20. století – narovnání toku a výstavbě zdymadla – ztratila svou ochrannou funkci.

## Současnost hráze

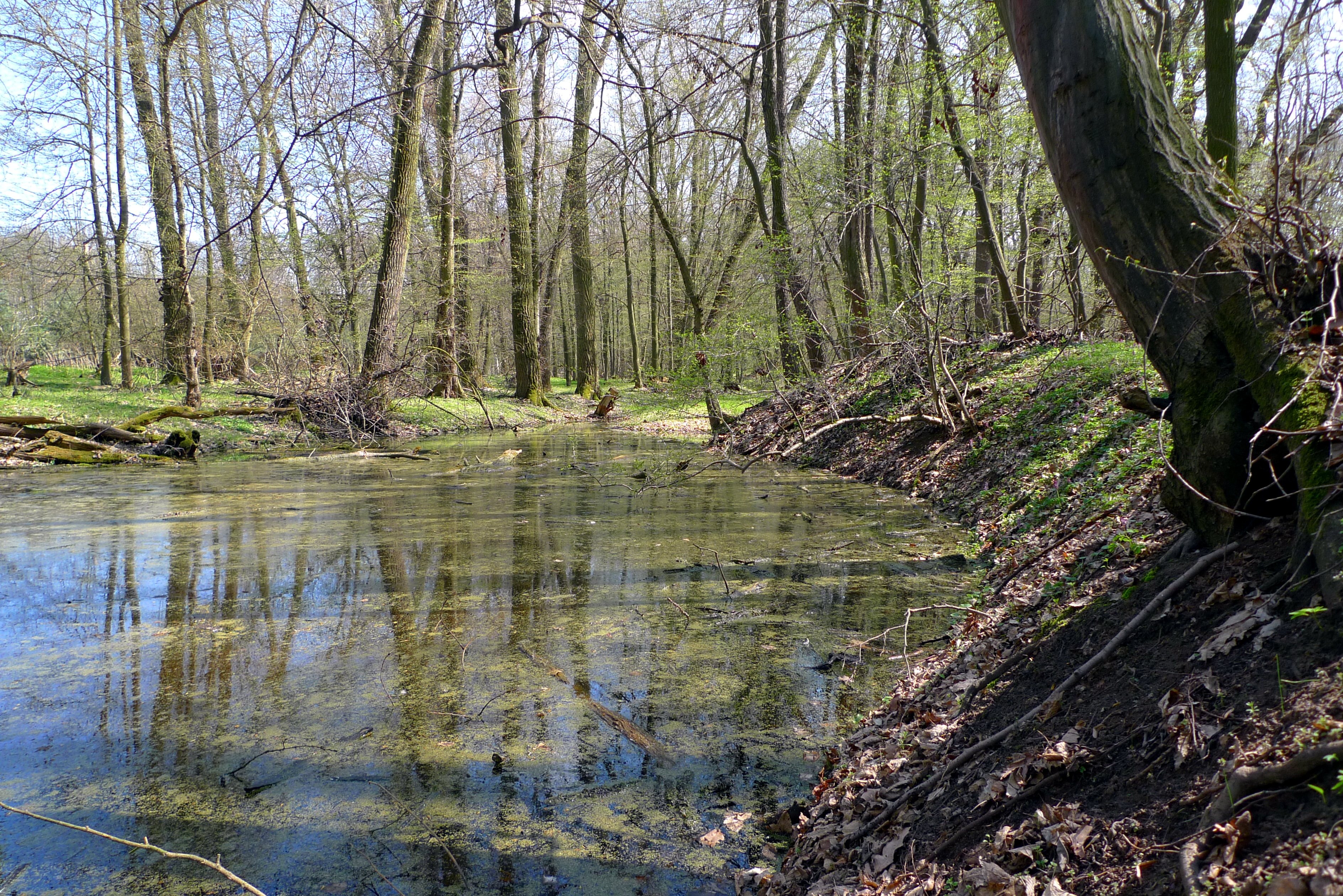
Budečská hráz v současnosti

Hráz v současnosti vede 300–400 m od regulovaného toku řeky. Její nejviditelnější část prochází lesem a je dlouhá přes 3 kilometry. Po vrcholu hráze vede turistická cesta lemována stromořadím staletých dubů.
Tato nejpatrnější část Budečské hráze začíná na hranici lesa, kdy se od polní cesty vedoucí od fotbalového hřiště TJ Sokol Přerov nad Labem k Labi odpojuje lesní pěšina. Během několika desítek metrů se cesta zvedá zhruba 3 metry nad okolní terén. Neznačená stezka, která je po většinu roku sjízdná i pro cyklisty, dále vede k několika tůním přírodní rezervace Hrbáčkovy tůně (Černá, Poltruba, Nové Hrady), do Císařské Kuchyně, Sedlčánek a dále podél řeky do Čelákovic. 
V méně zřetelné podobě Budečská hráz na přerovské straně lesa pokračuje od Babinecké tůně, okolo Bezedné tůně k bývalé Koláčecké tůni (dnes je zde čistička odpadních vod). Zde se hráz ztrácí.

## Původ jména
Podle historických pramenů se hráz nazývá podle budek, které na ní byly v minulosti umístěny. Les byl využívaný jako lovecký revír a v budkách čekali lovci na svou kořist. Z těchto důvodů je nesprávné propojovat název Buděčská hráz s obcemi Budeč nebo Budyšín.